# Akin Soto
Juan Akin Soto Morales (San Antonio, 27 de diciembre de 1933-15 de diciembre de 1992) fue un carpintero y político chileno. Ejerció como diputado desde el 11 de marzo de 1990 hasta su fallecimiento en 1992.

## Biografía
Realizó sus estudios primarios en la Escuela Fiscal de San Antonio. Los secundarios lo concluyó rindiendo exámenes libres. Se dedicó al oficio de carpintero en su ciudad natal. Casado con Elvira Farías, tuvo cuatro hijos.
Ingresó en 1946 al Partido Socialista de Chile, llegando a ser secretario regional del mismo. Formó parte de su Comité Central y de su Comisión Política.
En 1971 fue elegido alcalde de San Antonio. Entre sus obras destacan la creación del Mercado Municipal, el Barrio Industrial y la inauguración del Instituto Tecnológico de la ciudad, dependiente de la Universidad Técnica de Estado.
Fue destituido del cargo tras el Golpe de Estado de 1973, siendo recluido en Tejas Verdes. Luego de su liberación, en 1974, se dedicó a reorganizar su partido desde la clandestinidad. 
Participó en la fundación del Partido por la Democracia en 1987, del cual fue dirigente local en San Antonio. En 1989 fue elegido diputado por el Distrito 15 (Provincia de San Antonio).
Integró las Comisiones Permanentes de Agricultura, Desarrollo Rural y Marítimo; y la de Obras Públicas, Transportes y Telecomunicaciones.
Falleció el 15 de diciembre de 1992, producto de un cáncer. No fue reemplazado en su escaño, pues faltaba menos de un año para la próxima elección parlamentaria.
A modo de homenaje, llevan su nombre una calle en San Antonio y el Barrio Industrial de la misma ciudad.

## Historial electoral

### Elecciones parlamentarias de 1989
Diputado por el Distrito Nº15 (San Antonio, Algarrobo, Cartagena, Casablanca, El Quisco, El Tabo y Santo Domingo, en la V Región de Valparaíso)